# تپه پل بابا حسین
تپه پل بابا حسین مربوط به عصر مفرغ - دوره اشکانیان است و در شهرستان خرم‌آباد، بخش مرکزی، دهستان کرگاه شرقی، منطقه پل بابا حسین واقع شده و این اثر در تاریخ ۲۸ اسفند ۱۳۸۵ با شمارهٔ ثبت ۱۸۷۸۸ به‌عنوان یکی از آثار ملی ایران به ثبت رسیده است.